# 第3コンスタンティノポリス公会議
第3コンスタンティノポリス公会議（だい3コンスタンティノポリスこうかいぎ）は、680年〜681年にかけて東ローマ帝国の首都コンスタンティノポリスで行われたキリスト教の公会議。 正教会の日本ハリストス正教会では、第六全地公会という。 単性論の変形説である単意論を排斥。ローマ教皇ホノリウス1世を断罪。

## 経緯
キリストには神の意志と人間の意志の二つの意志が共存していたという両意説を否定した単意説はキリストには神の意志のみあるとした。これはもともと（政治的な意図によって）単性論主義者との和解をはかるために提示された思想であったが、カルケドン公会議の思想こそ基準と考える人々を納得させることができなかった。
東ローマ皇帝コンスタンティノス4世はカルケドン公会議の打ち出した線に立ち返ることで事態を収拾しようとした。既にイスラム軍の侵攻によって、東ローマ帝国は単性論が支配的だったシリア・エジプトといった領土を失っており､単性論に配慮する必要もなくなっていたのである。
こうした思惑によって召集された公会議はコンスタンティノポリスの大宮殿で行われた。当初の参加者は300名ほどであったが、最終的に公会議教父として署名をしたのは170人程度になった。
公会議は単意説を否定したのだが、その過程で単意説を承認した先のローマ教皇ホノリウス1世まで断罪するに至った。以後、ホノリウスが断罪されたのは、自身の間違った思想によるものなのか、あるいは自身はその思想に影響されていなくとも、それに対してきちんとした対処をしなかったためなのかという論争が行われることになる。これをホノリウス論争という。ローマ教皇が死後に異端宣告を受ける可能性があるという異常事態に対し、ローマ教皇レオ2世は会議後の682年にホノリウスの断罪された理由は自身の誤りでなく、誤りへの対処の問題であると結論した。